# Махмутово (Абзеліловський район)
Махму́тово (рос. Махмутово, башк. Мәхмүт) — присілок у складі Абзеліловського району Башкортостану, Росія. Входить до складу Халіловської сільської ради.
Населення — 584 особи (2010; 558 в 2002).
Національний склад:
- башкири — 100%